# تشعب تكيفي
في علم الأحياء التطوري، يُعتبر التشعب التكيفي هوعملية تنوع الكائنات الحية بشكل سريع من الأسلاف إلى أشكال جديدة ومتعددة، خصوصًا عندما يتيح التغير في البيئة خلق موارد وفتح تحديات ومجالات بيئية جديدة. تؤدي هذه العملية إلى الانتواع وجعل مجموعة من الأصناف ذات الخصائص المورفولوجية والفسيولوجية المختلفة قادرة على التكيف المظهري، ويعتبر المثال النموذجي لهذا التشعب التكيفي هو طيور داروين بجانب الأمثلة الأخرى المعروفة حول العالم.

## الخصائص
يمكن استخدام أربع سمات لتحديد التشعب التكيفي:
1. سلف مشترك للأنواع المكونة: تحديدًا من أصل حديث. لاحظ أن هذا ليس كصنف أحادي النمط الخلوي حيث يضم جميع سلالات السلف المشترك.
2. علاقة النمط الظاهري بالبيئة: يُستخدم الارتباط الكبير بين البيئات والسمات المورفولوجية والفسيولوجية لاستغلال تلك البيئات.
3. المنفعة: أداء ميزة الأداء أو النمط الظاهري في بيئاتها المتوافقة.
4. الانتواع السريع: ظهور تدفق أنواع جديدة باختلافات ظاهرية وايكولوجية بمرور الزمن.

## الشروط
يميل التشعب التكيفي إلى الحدوث في الظروف التالية:
1. تكوّن بيئة جديدة: على سبيل المثال، يمكن للبركان أن يخلق أرضًا جديدة في وسط المحيط كما هو الحال في هاواي وجالاباجوس. بالنسبة للأنواع المائية، يمكن لخلق بحيرة بيئية جديدة أن يخدم نفس الغرض مثل الحركة التكتونية التي شكلت شرق إفريقيا والتي أدت في النهاية إلى إنشاء بحيرات الوادي المتصدع. يمكن للانقراض أن يحقق النتيجة نفسها بشكل فعال، وذلك بفتح منافذ كانت مشغولة سابقًا بأنواع لم تعد موجودة.
2. البيئة الجديدة معزولة نسبيًا: عندما ينفجر بركان في البر ائيسي ويقوم بتدميرالغابات المجاورة، فمن المحتمل ان تتكون الأنواع النباتية والحيوانية التي اعتادت ان تعيش في المنطقة المدمرة مرة أخرى دون تطوركبير. ومع ذلك، إذا تم عزل البيئة المتكونة حديثًا، فمن المحتمل أن تكون الأنواع التي تستعمرها عشوائية وغير شائعة إلى حد ما.
3. البيئة الجديدة لها مساحة واسعة من المنافذ: لا يمكن للمستعمر النادر أن يتكيف في العديد من الأشكال عند وجود منافذ.

## الأمثلة

### عصفور داروين
تعد عصافير داروين مثالًا كتابيًا يستخدم غالبًا كدلالة على التشعب التكيفي.
تمثل عصافير داروين اليوم قرابة 15 نوعًا، وتواجدت في جزيرة جالاباجوس- فيما عدا نوعًا واحداً وهو عصفور كوكوس وُجد في جزيرة كوكوس جنوب كوستاريكا- واشتهرت بسلوك تغذية متميز. إن عصافير داروين ليست عصافير بالمعنى الحقيقي ولكنها أعضاء من فصيلة التناجر، وهي مستمدة من سلف واحد وصل إلى غالاباغوس من البر الرئيسي لأمريكا الجنوبية ربما قبل 3 ملايين سنة فقط.
باستثناء عصفور كوكوس، تُوزع كل أنواع عصافير داروين على نطاق واسع في جزر غالاباغوس، ويحتلون نفس المكانة في كل جزيرة. بالنسبة للعصافير الأرضية، يعتبر النظام الغذائي في هذا المكان هو البذور؛ ولهذا تتخصص تلك العصافير في تناول البذور باختلاف أحجامها، حيث يمتلك العصفور الكبير(Geospiza magnirostris) منقارًا أكثر سمكًا لكسر أقسى البذور، ويمتلك العصفور الصغير(Geospiza fuliginosa) منقارًا أصغر لتناول البذور الصغيرة، ويمتلك العصفور ذو الحجم المتوسط (Geospiza fortis) منقارًا متوسط الحجم لتناول البذور المتوسطة. لم يكن من المفهوم جيدًا سبب تكيف مناقيرها حتى درس بيتر وروزماري غرانت سلوك تغذيتهم، واكتشف أنه عندما يكون الطعام شحيحًا، تستخدم تلك العصافير منقارها المميز لتناول أفضل البذور المناسبة وبالتالي يتجنبون التضور جوعًا. وبالمثل، تكيفت العصافير الأخرى في جزر غالاباغوس بشكل فريد تبعًا لمنطقتهم؛ حيث تمتلك عصافير الصبار مناقير أطول إلى حد ما مقارنة بالعصافير الأرضية، والتي تخدم الغرض المزودج في التغذية على رحيق وحبوب اللقاح عندما تزهر النباتات، وعلى البذور خلال بقية العام. تمتلك الطيور الشادية منقار قصير مدبب لأكل الحشرات، ويمتلك عصفور نقار الخشب على منقار نحيف يستخدمه لنقر الخشب والتقاط الخشرات الموجوده داخله.
لا تزال الآلية التي تنوعت بها العصافير في البداية مجالًا للبحث النشط. يتمثل أحد الافتراضات في أن العصافير كانت قادرة على التنوع بتنوع المكان في تلك الجزر المنفصلة، وعندما استقرت على بعض الجزر، كانت قادرة على إنجاب هذه الأنواع المتميزة.

### السمك البلطي من البحيرات العظمى الأفريقية
تشكل أسماك الهبلوكرومين البلطية في البحيرات العظمى لصدع شرق إفريقيا -خاصةً بحيرة تنجانيقا وبحيرة ملاوي وبحيرة فيكتوريا- المثال الأحدث الأكثر تميزًا للتشعب التكيفي. يُعتقد أن هذه البحيرات هي موطن لحوالي 2000 نوع مختلف من الأسماك البلطية، وتغطي مجموعة كبيرة من الأدوار البيئية والخصائص المورفولوجية.

#### السمك البلطي لبحيرة تنجانيقا
بحييرة تنجانيقا هي الموقع الذي نشأت منه تقريبا كل سلالات البلطية في شرق إفريقيا بما في ذلك كل الأنواع النهرية والبحرية. وبالتالي، فإن الأنواع في تلك البحيرة تشكل حدثًا منفردًا للتشعب التكيفي. بحيرة تنجانيقا تحتوي على أقل عدد من الأنواع بالنسبة للبحيرات الإفريقية العظمى الثلاث، حيث يوجد بها حوالي 200 نوع فقط من البلطية؛ ومع ذلك، هذه البلطية المتواجدة تحتوي على تنوع كبير من الناحية المورفولوجية ومتميزة بشكل كبير من الناحية البيئية عن نظيراتها في بحيرات ملاوي وفيكتوريا.

#### البلطية في بحيرة مالاوي
يشكل السمك البلطي في بحيرة ملاوي سربًا من الأنواع يصل إلى 1000 نوع مستوطن. جميع أنواع البلطية في البحيرة هي سلالات لأنواع سلفية أصلية واحدة، والتي هي نفسها سلالة من أسلاف بحيرة تنجانيقا. يُعتقد أن السلف المشترك لسرب الأنواع في ملاوي قد وصل إلى البحيرة قبل 3.4 مليون عام على أقرب تقدير، مما يجعل تنوع بلطية ملاوي إلى أعدادها الحالية سريعًا بشكل متميز. تمتلك البلطية في ملاوي سلوكيات تغذية مشابهة لتلك الموجودة في تنجانيقا، ولكنها تُظهر أيضًا علامات من أصل أكثر حداثة. على سبيل المثال، جميع الأعضاء لهذا السرب من الأنواع هم من حضانات الفم، مما يعني أن الأنثى تُبقى بيضها في فمها حتى يفقس؛ وفي جميع الأنواع تقريبًا، يُخصب البيض أيضًا في فم الأنثى؛ وفي بعض الأنواع، تستمر الأنثى في حماية صغارها في فمها بعد أن تفقس.

#### البلطية في بحيرة فيكتوريا
تحتوي بحيرة فيكتوريا على سرب من الأنواع يتألف من 500 نوع أو أكثر. أثبت الإدخال المتعمد للبياض النيلي في الخمسينات من القرن الماضي أنه كارثي على بلطية فيكتوريا، وانخفضت الكتلة الحيوية الجماعية لقطيع أنواع بلطية فيكتوريا إلى حد كبير، وانقرض عدد غير معروف من الأنواع. ومع ذلك، فإن المجموعة الأصلية من التنوع المورفولوجي والسلوكي الذي شوهد في بلطية فيكتوريا لاتزال موجودة في الغالب حتى اليوم، إذا كانت مهددة بالانقراض.